# Colaspoides cognatella
Colaspoides cognatella es un coleóptero de la familia Chrysomelidae.
Fue descrita científicamente en 2004 por Medvedev.